# Isthmiade vitripennis
Isthmiade vitripennis là một loài bọ cánh cứng trong họ Cerambycidae.